# Rallye de Jordanie 2011
Le Rallye de Jordanie 2011 est le 4e rallye du Championnat du monde des rallyes 2011.

## Résultats

### Classement final
Sébastien Ogier bat Jari-Matti Latvala du plus petit écart jamais enregistré dans une épreuve du Championnat du monde des rallyes : 2 dixièmes de seconde. Le Français a gagné la dernière étape avec 4 centièmes de seconde d'avance sur Mikko Hirvonen et 7 dixièmes sur Latvala.
| Rang              | Pilote              | Copilote            | Ordre de départ (numéro) | Voiture            | Écurie                   | Temps             | Écart             | Points            |
| Toutes catégories | Toutes catégories   | Toutes catégories   | Toutes catégories        | Toutes catégories  | Toutes catégories        | Toutes catégories | Toutes catégories | Toutes catégories |
| ----------------- | ------------------- | ------------------- | ------------------------ | ------------------ | ------------------------ | ----------------- | ----------------- | ----------------- |
| 1.                | Sébastien Ogier     | Julien Ingrassia    | 4 (2)                    | Citroën DS3 WRC    | Citroën Total WRT        | 2 h 48 min 28 s 2 | —                 | 28 = 25 + 3 *     |
| 2.                | Jari-Matti Latvala  | Miikka Anttila      | 3 (4)                    | Ford Fiesta RS WRC | Ford Abu Dhabi WRT       | 2 h 48 min 28 s 4 | 0 s 2             | 18                |
| 3.                | Sébastien Loeb      | Daniel Elena        | 2 (1)                    | Citroën DS3 WRC    | Citroën Total WRT        | 2 h 48 min 55 s 9 | 27 s 7            | 16 = 15 + 1 *     |
| 4.                | Mikko Hirvonen      | Jarmo Lehtinen      | 1 (3)                    | Ford Fiesta RS WRC | Ford Abu Dhabi WRT       | 2 h 51 min 12 s 9 | 2 min 44 s 7      | 14 = 12 + 2 *     |
| 5.                | Matthew Wilson      | Scott Martin        | 7 (15)                   | Ford Fiesta RS WRC | M-Sport Stobart Ford WRT | 2 h 54 min 13 s 1 | 5 min 44 s 9      | 10                |
| 6.                | Kimi Räikkönen      | Kaj Lindström       | 9 (8)                    | Citroën DS3 WRC    | ICE 1 Racing             | 2 h 54 min 43 s 1 | 6 min 14 s 9      | 8                 |
| 7.                | Federico Villagra   | Jorge Pérez Companc | 10 (7)                   | Ford Fiesta RS WRC | Munchi's Ford WRT        | 2 h 57 min 46 s 9 | 9 min 18 s 7      | 6                 |
| 8.                | Khalid Al Qassimi   | Michael Orr         | 12 (10)                  | Ford Fiesta RS WRC | Team Abu Dhabi           | 2 h 58 min 11 s 9 | 9 min 43 s 7      | 4                 |
| 9.                | Dennis Kuipers (en) | Björn Degandt       | 10 (9)                   | Ford Fiesta RS WRC | FERM Power Tools WRT     | 3 h 02 min 55 s 7 | 14 min 27 s 5     | 2                 |
| 10.               | Bernardo Sousa (en) | António Costa       | 16 (24)                  | Ford Fiesta S2000  | Team Quinta do Lorde     | 3 h 03 min 33 s 7 | 15 min 5 s 5      | 1                 |
| SWRC              |                     |                     |                          |                    |                          |                   |                   |                   |
| 1 (10).           | Bernardo Sousa (en) | António Costa       | 16 (24)                  | Ford Fiesta S2000  | Team Quinta do Lorde     | 3 h 03 min 33 s 7 | —                 | 25                |

* : points attribués dans la spéciale télévisée

### Spéciales chronométrées
| Étape          | Spéciale | Heure   | Nom              | Distance | Vainqueur          | Temps              | Vitesse (km/h)     | Leader             |
| -------------- | -------- | ------- | ---------------- | -------- | ------------------ | ------------------ | ------------------ | ------------------ |
| 1re (14 avril) | ES1      | 11 h 33 | Wadi Shueib 1    | 8,65 km  | spéciales annulées | spéciales annulées | spéciales annulées |                    |
| 1re (14 avril) | ES2      | 12 h 16 | Mount Nebo 1     | 11,09 km | spéciales annulées | spéciales annulées | spéciales annulées |                    |
| 1re (14 avril) | ES3      | 13 h 03 | Ma'in 1          | 17,00 km | spéciales annulées | spéciales annulées | spéciales annulées |                    |
| 1re (14 avril) | ES4      | 15 h 30 | Wadi Shueib 2    | 8,65 km  | spéciales annulées | spéciales annulées | spéciales annulées |                    |
| 1re (14 avril) | ES5      | 16 h 13 | Mount Nebo 2     | 11,09 km | spéciales annulées | spéciales annulées | spéciales annulées |                    |
| 1re (14 avril) | ES6      | 17 h 00 | Ma'in 2          | 17,00 km | spéciales annulées | spéciales annulées | spéciales annulées |                    |
| 2e (15 avril)  | ES7      | 09 h 03 | Suwayma 1        | 13,50 km | Sébastien Loeb     | 7 min 01 s 0       | 115                | Sébastien Loeb     |
| 2e (15 avril)  | ES8      | 09 h 46 | Kafrain 1        | 17,20 km | Petter Solberg     | 12 min 11 s 6      | 85                 | Sébastien Loeb     |
| 2e (15 avril)  | ES9      | 10 h 49 | Le Jourdain 1    | 41,45 km | Sébastien Ogier    | 27 min 32 s 6      | 90                 | Sébastien Ogier    |
| 2e (15 avril)  | ES10     | 13 h 37 | Suwayma 2        | 13,50 km | Jari-Matti Latvala | 6 min 59 s 0       | 116                | Sébastien Ogier    |
| 2e (15 avril)  | ES11     | 14 h 20 | Kafrain 2        | 17,20 km | Jari-Matti Latvala | 11 min 48 s 2      | 87                 | Sébastien Ogier    |
| 2e (15 avril)  | ES12     | 15 h 23 | Le Jourdain 2    | 41,45 km | Sébastien Ogier    | 27 min 13 s 5      | 91                 | Sébastien Ogier    |
| 3e (16 avril)  | ES13     | 08 h 20 | Yakrut 1         | 14,16 km | Sébastien Loeb     | 8 min 30 s 6       | 100                | Sébastien Ogier    |
| 3e (16 avril)  | ES14     | 08 h 50 | Bahath 1         | 12,53 km | Mikko Hirvonen     | 9 min 30 s 0       | 79                 | Sébastien Ogier    |
| 3e (16 avril)  | ES15     | 09 h 35 | Mahes 1          | 20,44 km | Mikko Hirvonen     | 14 min 33 s 0      | 84                 | Sébastien Ogier    |
| 3e (16 avril)  | ES16     | 10 h 18 | Baptism Site 1   | 10,50 km | Sébastien Loeb     | 5 min 21 s 7       | 118                | Sébastien Ogier    |
| 3e (16 avril)  | ES17     | 12 h 18 | Yakrut 2         | 14,16 km | Jari-Matti Latvala | 8 min 15 s 8       | 103                | Sébastien Ogier    |
| 3e (16 avril)  | ES18     | 12 h 48 | Bahath 2         | 12,53 km | Jari-Matti Latvala | 9 min 10 s 5       | 82                 | Sébastien Ogier    |
| 3e (16 avril)  | ES19     | 13 h 33 | Mahes 2          | 20,44 km | Jari-Matti Latvala | 14 min 09 s 1      | 87                 | Jari-Matti Latvala |
| 3e (16 avril)  | ES20     | 15 h 00 | Baptism Site 2 * | 10,50 km | Sébastien Ogier    | 5 min 21 s 7       | 118                | Sébastien Ogier    |

* : spéciale télévisée attribuant des points aux trois premiers pilotes

## Classements au championnat après l'épreuve

### Classement des pilotes
Selon le système de points en vigueur, les 10 premiers équipages remportent des points, 25 points pour le premier, puis 18, 15, 12, 10, 8, 6, 4, 2 et 1.
| Rang | Pilote               | Rallyes | Rallyes | Rallyes | Rallyes | Rallyes | Rallyes | Rallyes | Rallyes | Rallyes | Rallyes | Rallyes | Rallyes | Rallyes | Total points |
| Rang | Pilote               | SUE     | MEX     | POR     | JOR     | ITA     | ARG     | GRE     | FIN     | GER     | AUS     | FRA     | ESP     | GBR     | Total points |
| ---- | -------------------- | ------- | ------- | ------- | ------- | ------- | ------- | ------- | ------- | ------- | ------- | ------- | ------- | ------- | ------------ |
| 1er  | Sébastien Loeb       | 102     | 272     | 213     | 161     | -       | -       | -       | -       | -       | -       | -       | -       | -       | 74           |
| 2e   | Mikko Hirvonen       | 25      | 213     | 12      | 142     | -       | -       | -       | -       | -       | -       | -       | -       | -       | 72           |
| 3e   | Sébastien Ogier      | 153     | Ab.     | 261     | 283     | -       | -       | -       | -       | -       | -       | -       | -       | -       | 69           |
| 4e   | Jari-Matti Latvala   | 161     | 15      | 172     | 18      | -       | -       | -       | -       | -       | -       | -       | -       | -       | 66           |
| 5e   | Petter Solberg       | 10      | 131     | 8       | Ab.     | -       | -       | -       | -       | -       | -       | -       | -       | -       | 31           |
| 6e   | Mads Østberg         | 18      | 10      | 0       | 0       | -       | -       | -       | -       | -       | -       | -       | -       | -       | 28           |
| 7e   | Matthew Wilson       | 2       | Ab.     | 10      | 10      | -       | -       | -       | -       | -       | -       | -       | -       | -       | 22           |
| 8e   | Kimi Räikkönen       | 4       | -       | 6       | 8       | -       | -       | -       | -       | -       | -       | -       | -       | -       | 18           |
| 9e   | Federico Villagra    | -       | 2       | 4       | 6       | -       | -       | -       | -       | -       | -       | -       | -       | -       | 12           |
| 10e  | Henning Solberg      | Ab.     | 8       | 2       | 0       | -       | -       | -       | -       | -       | -       | -       | -       | -       | 10           |
| 11e  | Martin Prokop        | 0       | 6       | -       | -       | -       | -       | -       | -       | -       | -       | -       | -       | -       | 6            |
| 12e  | Per-Gunnar Andersson | 6       | -       | -       | -       | -       | -       | -       | -       | -       | -       | -       | -       | -       | 6            |
| 13e  | Khalid Al Qassimi    | 1       | -       | 0       | 4       | -       | -       | -       | -       | -       | -       | -       | -       | -       | 5            |
| 14e  | Juho Hänninen        | -       | 4       | -       | -       | -       | -       | -       | -       | -       | -       | -       | -       | -       | 4            |
| 15e  | Denis Kuipers        | -       | -       | 1       | 2       | -       | -       | -       | -       | -       | -       | -       | -       | -       | 3            |
| 16e  | Ott Tänak            | -       | 1       | -       | -       | -       | -       | -       | -       | -       | -       | -       | -       | -       | 1            |
| 17e  | Bernardo Sousa (en)  | -       | -       | Ab.     | 1       | -       | -       | -       | -       | -       | -       | -       | -       | -       | 1            |

| Couleur | Résultat                                                         |
| ------- | ---------------------------------------------------------------- |
| Or      | Vainqueur                                                        |
| Argent  | 2e place                                                         |
| Bronze  | 3e place                                                         |
| Vert    | Classé, dans les points                                          |
| Bleu    | Classé, hors des points Non classé (Nc.)                         |
| Mauve   | Abandon (Ab.) Retrait (Re.)                                      |
| Noir    | Disqualifié (Dq.)                                                |
| Blanc   | N'a pas pris le départ (Np.) Forfait (Forf.) Épreuve annulée (A) |
| Aucune  | N'a pas participé (-)                                            |

3, 2, 1 : y compris les 3, 2 et 1 points attribués aux trois premiers de la spéciale télévisée (power stage).

### Classement des constructeurs
| Rang | Équipe                   | Rallyes | Rallyes | Rallyes | Rallyes | Rallyes | Rallyes | Rallyes | Rallyes | Rallyes | Rallyes | Rallyes | Rallyes | Rallyes | Total points |
| Rang | Équipe                   | SUE     | MEX     | POR     | JOR     | ITA     | ARG     | GRE     | FIN     | GER     | AUS     | FRA     | ESP     | GBR     | Total points |
| ---- | ------------------------ | ------- | ------- | ------- | ------- | ------- | ------- | ------- | ------- | ------- | ------- | ------- | ------- | ------- | ------------ |
| 1er  | Citroën Total WRT        | 22      | 25      | 43      | 40      | -       | -       | -       | -       | -       | -       | -       | -       | -       | 130          |
| 2e   | Ford Abu Dhabi WRT       | 40      | 33      | 27      | 30      | -       | -       | -       | -       | -       | -       | -       | -       | -       | 130          |
| 3e   | M-Sport Stobart Ford WRT | 18      | 18      | 4       | 3       | -       | -       | -       | -       | -       | -       | -       | -       | -       | 43           |
| 4e   | Ice 1 Racing             | 8       | -       | 8       | 10      | -       | -       | -       | -       | -       | -       | -       | -       | -       | 26           |
| 5e   | Petter Solberg WRT       | -       | 12      | 10      | 0       | -       | -       | -       | -       | -       | -       | -       | -       | -       | 22           |
| 6e   | Munchi's Ford WRT        | -       | 6       | 6       | 8       | -       | -       | -       | -       | -       | -       | -       | -       | -       | 20           |
| 7e   | Team Abu Dhabi           | 6       | -       | 1       | 6       | -       | -       | -       | -       | -       | -       | -       | -       | -       | 13           |
| 8e   | FERM Power Tools WRT     | 4       | 0       | 2       | 4       | -       | -       | -       | -       | -       | -       | -       | -       | -       | 10           |
| 9e   | Monster WRT              | 2       | 4       | 0       | -       | -       | -       | -       | -       | -       | -       | -       | -       | -       | 6            |